# Psych.KG
Psych.KG ist ein deutsches Independent-Label mit Sitz in Euskirchen.

## Entwicklung des Labels
Psych.KG wurde 2003 gegründet und ging aus dem Parent-Label Multi National Disaster Records (1991–2008) hervor. Beide Labels liefen zunächst parallel und wurden 2008 unter dem Namen Psych.KG zusammengefasst.
Von Beginn an wurde Wert darauf gelegt, dass die Coverart fast nicht kopierbar ist. Fast 90 % aller Veröffentlichungen sind in Handarbeit entstanden. Cover aus handgeschöpftem Papier, Leder, Schiefer, Holz und Metall entstehen heute immer noch in Handarbeit.
Fast alle Tonträger sind handnummeriert und limitiert.
Zum Label gehören die verschiedenen Sub-Labels:
- u.c.k. (2000–2001)
- Sick Art Products (2004–2009)
- Domestic Violence Recordings (seit 2008 aktiv)
- Nagrania Brutalnie Domowy (2009–2014)
- E-Klageto (2013 dem Label Psych.KG zugeordnet)
- REHORN (seit 2015 aktiv)

## Künstler (Auswahl)
Folgende Künstler werden durch Psych.KG vertreten:
- Maurizio Bianchi
- Jaap Blonk
- Andrew Liles
- Jean-Louis Costes
- David Lee Myers
- Wolfgang Kindermann
- Contagious Orgasm
- Attrition
- Peter Weibel
- Wolf Vostell
- Milan Knížák
- Jonathan Meese & Tim Berresheim
- Jürgen O. Olbrich
- Karlheinz Essl
- Thurston Moore
- Matthew Shipp
- Assif Tsahar
- Vernon Reid
- Susie Ibarra
- Hiroshi Hasegawa
- Tôle Ache
- Ultra Milkmaids
- Runzelstirn & Gurgelstock
- The New Blockaders
- Texas Patti
- Konstruktivists
- Conrad Schnitzler
- Pyrolator
- Wolfgang Seidel
- Boris Lurie und Dietmar Kirves
- Maja Ratkje
- Frank Rowenta
- Karl Bösmann
- F/i
- Irikarah
- Smegma
- LSD March
- Nihilist Spasm Band
- Hartmut Geerken
- Hans-Joachim Hespos
- Gerhard Stäbler
- Kunsu Shim
- Emil Siemeister
- Magnús Pálsson
- Benjamin Patterson
- Charlemagne Palestine
- Markus Kupferblum
- Klaus Girnus
- Astro
- Sudden Infant
- Pacific 231[6]
- Stabat Mors
- Jan van den Dobbelsteen
- Wataru Kasahara
- Eric Lunde
- Anna Homler und David Moss
- Nora Gomringer
- Xóchil A. Schütz
- Ditterich von Euler-Donnersperg
- Merzbow
- Anla Courtis
- Lt. Caramel
- Denis Dufour
- Albrecht/d.[7]

Seit 2010 vertritt das Label exklusiv das Künstlerpärchen Kommissar Hjuler und Mama Baer.